# Labienus glaber
Labienus glaber is een keversoort uit de familie Passalidae. De wetenschappelijke naam van de soort is voor het eerst geldig gepubliceerd in 1913 door Gravely.